# Svatava
Svatava är en köping i Tjeckien.   Den ligger i regionen Karlovy Vary, i den västra delen av landet, 130 km väster om huvudstaden Prag. Svatava ligger 406 meter över havet och antalet invånare är 1 577.
Terrängen runt Svatava är kuperad åt nordost, men åt sydväst är den platt. Svatava ligger nere i en dal. Runt Svatava är det ganska tätbefolkat, med 134 invånare per kvadratkilometer. Närmaste större samhälle är Sokolov, 1,6 km sydost om Svatava. Runt Svatava är det i huvudsak tätbebyggt.